# Radhouane Salhi
Pour les articles homonymes, voir Salhi.
Radhouane Salhi (arabe : رضوان الصالحي), né le 18 décembre 1967 à Sousse, est un footballeur tunisien.
Actif de 1986 à 2001, il passe toute sa carrière au sein de l'Étoile sportive du Sahel où il évolue au poste de gardien de but.

## Biographie
Lancé en seniors en 1986, dans une équipe, l'Étoile sportive du Sahel (ESS) qui vient de remporter le championnat de Tunisie et qui possède un très bon gardien, Radhouane Gouider, il doit faire preuve de sacrifices et d'application pour s'imposer parmi les titulaires, d'autant plus que l'ESS comprend aussi deux gardiens prometteurs : Hamdi Baba et Tarek Ben Mariem.
Mais l'abnégation de Salhi et sa volonté lui permettent de devenir le premier gardien et même le capitaine de l'équipe. Il contribue ainsi aux différents sacres du club aux niveaux national et africain. Il est d'ailleurs le gardien de but qui joue le plus de matchs au sein de son club. 
Il est également convoqué en équipe nationale à partir de 1994 mais, en présence de Chokri El Ouaer, Ali Boumnijel et Boubaker Ezzitouni, il n'a pas beaucoup d'occasions de jouer. Sa carrière prend fin en 2001, mais il demeure proche de son équipe en mettant son expérience à son service. 

## Palmarès
- Champion de Tunisie en 1987 et 1997
- Vainqueur de la coupe de Tunisie en 1996
- Vainqueur de la coupe d'Afrique des vainqueurs de coupe en 1997
- Vainqueur de la coupe de la CAF en 1995 et 1999
- Vainqueur de la Supercoupe de la CAF en 1997
- Finaliste de la coupe de Tunisie en 1991 et 1994
- Finaliste de la coupe arabe des vainqueurs de coupe en 1995

## Statistiques
- Matchs en championnat de Tunisie : 201 matchs
- Matchs en coupe de Tunisie : 24 matchs
- Matchs en coupes continentales : 62 matchs

## Parcours en équipe de Tunisie
Il compte neuf sélections : la première le 6 décembre 1994 contre l'équipe d'Algérie et la dernière le 8 janvier 2000 contre l'équipe du Togo. Les neuf rencontres jouées sont à titre amical (huit matchs amicaux et un match lors du tournoi amical du 7-Novembre). Il a également joué deux fois comme titulaire et sept fois comme remplaçant (cinq fois d'El Ouaer, une fois de Boumnijel et une fois de Zitouni).